# Arzviller
Arzviller település Franciaországban, Moselle megyében. Lakosainak száma 523 fő (2022. január 1.). Arzviller Brouviller, Guntzviller, Henridorff, Hommarting és Saint-Louis községekkel határos.

## Népesség
A település népességének változása:
| Lakosok száma | 507  | 544  | 508  | 520  | 547  | 544  | 535  | 537  | 538  | 523  |
|               | 1968 | 1982 | 1990 | 2006 | 2013 | 2015 | 2017 | 2019 | 2020 | 2022 |